# Abuso di posizione dominante
L'abuso di posizione dominante è una infrazione prevista dalla legislazione antimonopolistica di vari Stati del mondo.
Si tratta di un abuso, da parte di un'impresa, di una determinata situazione di vantaggio - detta di posizione dominante - rispetto ad altre aziende concorrenti. L'abuso avviene quando la suddetta, con dei buoni profitti e un buon margine di utile alle spalle, decide di abbassare i prezzi dei prodotti commercializzati ad un livello in cui raggiunge un margine molto basso, creando problematiche legate alle aziende concorrenti che – non potendo sostenere la domanda di quel determinato bene ad un prezzo così basso – rischiano il collasso.
Una volta estromessi i principali competitori dal mercato in cui l'ente detenga una posizione dominante, essa rialza il prezzo del bene venduto per poter rientrare nei margini persi durante la fase iniziale. Il comportamento scorretto di un'azienda può venire sanzionato per abuso di posizione dominante sulla base dell'articolo 102 del trattato sul funzionamento dell'Unione europea (TFUE) se influenza i rapporti commerciali fra stati membri dell'Unione europea. Il controllo di abusi di posizione dominante è una delle competenze della Commissione europea. Il diritto della Ue in materia di concorrenza è completato dalle disposizioni nazionali degli stati membri, che assicurano di sanzionare abusi di posizione dominante.